# Didi Gnocchi
Didi Gnocchi (Pavia, 27 giugno 1961) è una giornalista, imprenditrice e regista italiana.
Dopo vent'anni di attività giornalistica, ha fondato nel 1999 3D Produzioni, società specializzata in documentari e format televisivi in ambito culturale.

## Biografia
Giornalista de La Provincia Pavese dal 1981, nel 1985 passa a Mediaset dove per vent'anni si occupa di reportage e inchieste sul neonazismo in Austria e Germania, prima e dopo il crollo del muro di Berlino, e sulla fine del comunismo, il dopo Chernobyl, la pena di morte e l'Armata Rossa nell'ex Unione Sovietica.
Tra gli anni Ottanta e Novanta è autrice di documentari, tra cui Fantasmi al passo d'oca e Squadristi del 2000, in onda sui canali Mediaset, e del programma televisivo Isole comprese, scritto con Mimmo Lombezzi. Nel 1990 viaggia negli Stati Uniti sulle tracce della Beat Generation per la realizzazione della serie tv Miti, mode e rock 'n' roll.
Nel 1999 pubblica per Einaudi il libro Odissea Rossa, storia di uno dei fondatori del partito comunista italiano, morto nelle purghe staliniane.
Nel 2000 la voglia di sperimentare percorsi produttivi autonomi e indipendenti la porta a fondare una propria società, 3D Produzioni. Il primo documentario realizzato è  Betty Bee, sopravvivere d'arte., che vince il primo premio al Torino Film Festival. In questi anni scrive e produce una serie di documentari in onda su Rai e Mediaset,  Le streghe della notte., La casa sul lungofiume, Tutti gli uomini di Stalin, I giusti del gulag e L'altro Vietnam, e la serie in sei puntate condotta da Paolo Mieli in onda su Rai 3 Storia della Prima Repubblica.
Per le Grandi Opere della casa editrice UTET cura tre documentari sulla storia della Shoah: Il processo Eichmann, Il processo di Norimberga e Il giudice dei giusti, e una serie di documentari sui diritti umani.
A partire dal 2002 l'incontro con l'architetto Vico Magistretti e con Maddalena De Padova la avvicina al design e all'architettura. È del 2003 la prima serie televisiva sul design, intitolata Ultrafragola realizzata per il canale di Sky, CULT, cui seguirà una seconda stagione nel 2004.
Alla vigilia del Salone del Mobile del 2007 Didi Gnocchi crea la prima web tv dedicata ai temi di design, architettura e arte,  Ultrafragola Channels (archiviato dall'url originale l'8 agosto 2019), che nel suo primo anno di vita riceve il premio Yahoo! come miglior sito di design.
Nel 2009 3D Produzioni e Piccolo Teatro di Milano lanciano la web tv dedicata agli spettacoli del teatro - www.piccoloteatro.tv - che nel 2013 si aggiudica il  Premio Prix Italia. come miglior web tv.
Dal 2013 cura una serie di produzioni per Sky Arte HD, tra cui la serie DE.SIGN, panoramica sul design internazionale giunta alla quarta edizione, e i ritratti di artisti dell'arte contemporanea e scrittori, tra cui quelli dedicati a Ezra Pound e Luigi Pirandello.
Sempre su Sky Arte HD va in onda dal 2013 la serie Industrial Design - Capolavori d'azienda, giunta alla terza edizione, dedicata al racconto della storia e dello sviluppo dei più prestigiosi brand del design.
Con 3D Produzioni coordina la realizzazione dei documentari "Quando la radio...", in cui Renzo Arbore ripercorre la storia del medium, in onda su Rai Storia, "Mennea segreto", trasmesso da Rai 3, "Pasolini - maestro corsaro" e "Heysel - La notte del calcio", online su Repubblica Tv, scritti da Emanuela Audisio.
Nel 2014 le viene affidata dall'Associazione Chiamale Storie e dalla Fondazione Pasquinelli la direzione di MEMOMI (www.memomi.it), la web tv dedicata alla memoria e alla storia di Milano.
Nel 2015/2016 tiene il corso "Media for arts" all'Università IULM di Milano.
Nel 2017 dirige il documentario " Canto alla durata. Omaggio a Peter Handke.", con la partecipazione straordinaria dello scrittore tedesco intervistato nella sua casa fuori Parigi.
Tra il 2018 e il 2019 con 3D Produzioni realizza e coproduce insieme a Nexo Digital per La Grande Arte al Cinema, i documentari:  "Hitler contro Picasso, l'ossessione nazista per l'arte". con Toni Servillo - (autrice del soggetto e coautrice della sceneggiatura), il documentario diretto da Claudio Poli  ha vinto il Nastro D'Argento (archiviato dall'url originale l'8 agosto 2019).;  "Van Gogh tra il grano e il cielo". con Valeria Bruni Tedeschi; " Gauguin, il paradiso perduto.", con Adriano Giannini; " Klimt e Schiele: eros e psiche." con Lorenzo Richelmy; "Il  Museo del Prado." con Jeremy Irons; " Ermitage, il potere dell'arte." con Toni Servillo - (autrice del soggetto e coautrice della sceneggiatura), vincitore del Nastro D'Argento;  " #AnnaFrank. Vite parallele.", con Helen Mirren.
Tra gli altri documentari televisivi realizzati e prodotti nel 2019 " Giosetta Fioroni. Pop Sentimentale. URL consultato l'8 marzo 2020 (archiviato dall'url originale l'8 agosto 2019)." di cui è autrice del soggetto e " Massimo Recalcati: a libro aperto.", di cui è autrice con Recalcati e "Citizen Rosi", documentario sul cinema di Francesco Rosi, scritto e diretto con Carolina Rosi, presentato all’ultima Mostra Internazionale d’Arte Cinematografica di Venezia.
Nel 2020 ha scritto il soggetto di "Maledetto Modigliani" sulla figura dell'artista livornese e ha firmato la regia, con Michele Mally de "Il nostro Eduardo", un ricordo personale della famiglia De Filippo sul maestro del teatro napoletano in uscita a dicembre.

## Premi e riconoscimenti
- Premiolino 2013 - "Per aver creato la prima Web Tv italiana dedicata all'arte, alla cultura e al design, adottando con coraggioso spirito pionieristico gli strumenti e i linguaggi più innovativi pur restando fedele ai valori del miglior giornalismo tradizionale".
- 76a Mostra Internazionale d'Arte Cinematografica di Venezia - Premio Francesco Pasinetti (2019) per Citizen Rosi

## Filmografia
Autore
- "Betty Bee, sopravvivere d'arte" (1999)
- "Le streghe della notte"
- "La casa sul lungofiume"
- "Tutti gli uomini di Stalin"
- "I giusti del gulag"
- "L'altro Vietnam"
- "Storia della Prima Repubblica" (serie in sei puntate, 2005)
- "Il processo Eichmann" (2006)
- "Il processo di Norimberga" (2006)
- "Il giudice dei giusti" (2006)
- "Canto alla durata. Omaggio a Peter Handke" (2017)
- "Hitler contro Picasso. L'ossessione nazista per l'arte" (2018)
- "Ermitage. Il potere dell'arte" (2019)
- "Citizen Rosi" (2020)
- "Maledetto Modigliani" (2020)
- "Il nostro Eduardo" (2020)

Regista
- "Betty Bee, sopravvivere d'arte" (1999)
- "Le streghe della notte"
- "La casa sul lungofiume"
- "Tutti gli uomini di Stalin"
- "I giusti del gulag"
- "L'altro Vietnam"
- "Storia della Prima Repubblica" (serie in sei puntate, 2005)
- "Canto alla durata. Omaggio a Peter Handke" (2017)
- "Citizen Rosi" (2020)
- "Il nostro Eduardo" (2020)

Produttore
- "Betty Bee, sopravvivere d'arte" (1999)
- "Le streghe della notte"
- "La casa sul lungofiume"
- "Tutti gli uomini di Stalin"
- "I giusti del gulag"
- "L'altro Vietnam"
- "Storia della Prima Repubblica" (serie in sei puntate, 2005)
- "Il processo Eichmann" (2006)
- "Il processo di Norimberga" (2006)
- "Il giudice dei giusti" (2006)
- "Canto alla durata. Omaggio a Peter Handke" (2017)
- "Hitler contro Picasso. L'ossessione nazista per l'arte" (2018)
- "Van Gogh: tra il grano e il cielo" (2018)
- "Gauguin, il paradiso perduto" (2018)
- "Klimt e Schiele. Eros e Psiche" (2018)
- "Il Museo del Prado. La corte delle meraviglie" (2019)
- "#AnnaFrank. Vite parallele" (2019)
- "Ermitage. Il potere dell'arte" (2019)
- "Citizen Rosi" (2020)
- "Maledetto Modigliani" (2020)
- "Il nostro Eduardo" (2020)

## Libri
- Odissea Rossa, Einaudi, 1999.